# Königin-Carola-Schacht
Der Königin-Carola-Schacht (ab 1948: Paul-Berndt-Grube) war eine Steinkohlengrube des Königlichen Steinkohlenwerkes Zauckerode. Die Doppelschachtanlage lag im westlichen Teil der Steinkohlenlagerstätte des Döhlener Beckens auf Döhlener Flur.
Der Schacht trug den Namen der letzten Königin von Sachsen, Carola, Prinzessin von Wasa.

## Vorgeschichte
Der Faktor Ernst Friedrich Wilhelm Lindig äußerte 1846 die ersten Überlegungen zur Anlage eines neuen Schachtes als Ersatz für den Döhlener Kunstschacht. Zu diesem Zweck wurden 1851 auf der Wiese des Kammergutes Döhlen zwei Versuchsschächte abgeteuft. Nach dem Tod Lindigs am 4. März 1852 wurde das Vorhaben zurückgestellt. Sein Nachfolger wurde Friedrich Schmiedel. Am 12. Juli 1854 übergab er dem Königlichen Finanzministerium einen Bericht. In diesem favorisierte er zum Aufschluss des südlich gelegenen Feldes das Teufen von drei Schächten. Diese sollten neben dem Döhlener Kunstschacht 1871 den Oppelschacht und 1873 den Albertschacht ersetzen. Am 28. Juli 1856 genehmigte das Finanzministerium den Plan zur Teufe des ersten Schachtes im Frühjahr 1857. Inzwischen hatte man den Plan einen einzelnen Schacht zu teufen zu Gunsten einer Doppelschachtanlage aufgegeben. Die Genehmigung für diesen Plan durch das Finanzministerium erfolgte am 3. Juli 1858. Geteuft werden sollten nun ein Förder- und Fahrschacht sowie ein Kunst- und Holzhängeschacht. Die Schachtanlage sollte im Weißeritztal, unmittelbar an der neu erbauten Albertsbahn, errichtet werden.
Am 1. September 1859 wurde mit der Teufe des ersten Schachtes im Gebiet des jetzigen Döhlener Gewerberinges in Freital begonnen. Schon nach einer Teufe von 5,65 Metern betrug die Menge des zusitzenden Wassers 13 bis 16 m3/h. Daraufhin wurden die Teufarbeiten Ende September 1859 eingestellt. Nach dem Aufstellen einer Dampflokomobile zur Wasserhebung wurden die Arbeiten wieder aufgenommen. Aber auch diese Maßnahme reicht nicht aus, so dass die Arbeiten im Dezember 1859 erneut eingestellt wurden. Nach der Aufstellung einer Dampfmaschine von Richard Hartmann, Chemnitz zur Förderung und Wasserhaltung, wurden die Arbeiten im April 1860 wieder aufgenommen. Da man nach 16,80 Metern Teufe noch kein festes Gestein erreicht hatte, wurde am 12. Juli 1860 eine Bohrung nieder gebracht. Aber auch bei einer Teufe von 95,70 Metern unter der Rasenkante wurde kein festes Gebirge erreicht. Die Wasserzugänge waren inzwischen auf 56 m3/h angestiegen. Daraufhin wurden die Arbeiten an diesem Schacht aufgegeben. Man unternahm in einer Entfernung von 210 Metern, etwa am heutigen Langen Rain, einen zweiten Versuch. Im April 1861 erreichte man eine Teufe von 40,80 Meter. Auch hier wurde die weitere Teufe mit einer Bohrung untersucht. Aber auch nach weiteren 41 Metern wurde kein festes Gebirge erreicht. Daraufhin wurden die Arbeiten eingestellt. Man unterbreitete dem Finanzministerium den Vorschlag, den Döhlener Kunstschacht zur Erschließung des südlichen Feldes bis zur 7. Hauptstrecke zu teufen. Diesem Vorschlag stimmte das Ministerium am 16. September 1863 zu. Die beiden Schächte wurden verfüllt und die Dampfmaschine verkauft.
Am 26. April 1869 unterbreitete das Finanzministerium den Vorschlag der Teufe eines Rundschachtes mit Hilfe von gusseisernen Tübbings wie es in Leimbach beim Teufen der Freieslebenschächte I und II angewandt wurde. Nach der Besichtigung des Abteufens durch den Bergrat Friedrich Schmiedel übergab er dem Finanzministerium am 27. Oktober 1871 einen Bericht, in dem er Bedenken über diese Variante äußerte. Am 31. Oktober 1871 trat er zurück. Seine Stelle übernahm am 1. November Bergrat Bernhard Rudolf Förster.
Förster verwarf den Plan Schmiedels zum Teufen von 3 neuen Schächten. Er unterteilte das südliche Feld in 2 Felder. In jedem Feld sollte ein neuer Schacht geteuft werden. Vorrang hatte das Döhlener Gebiet, da die weitere Teufe des Döhlener Kunstschachtes nicht umgesetzt worden war. Im Gebiet von Saalhausen sollte später die zweite Schachtanlage geteuft werden. Am 22. Mai 1872 genehmigte das Finanzministerium diesen Plan.

## Geschichte

### Königin-Carola-Schacht 1 und 2
Das Königliche Steinkohlenwerk Zauckerode begann am 3. Juni 1872 mit dem ersten Spatenstich das Teufen des bei 213,86 m ü. NN angeschlagenen Schachtes I. Gleichzeitig begann der Bau des Beamtenwohnhauses, der Bergschmiede, sowie des Kesselhauses und der Maschinenanlage. Am Jahresende wurde eine Teufe von 51 Metern erreicht.
Am 15. Februar ging eine alte einzylindrige Balancierdampfmaschine zur Förderung und Wasserhaltung in Betrieb. Die Teufe erreichte 192 Meter. Der Wasserzufluss lag zwischen 8,6 und 19,7 m3 am Tag.
Am 22. April 1874 wurde in einer Teufe von 268,80 Metern das 1. Flöz mit einer Mächtigkeit von 4,80 Meter erreicht. Bei 278,70 Metern wurde das 2. Flöz mit einer Mächtigkeit von 0,40 Meter und bei 285,50 Metern das 3. Flöz mit einer Mächtigkeit von 1,10 Meter durchteuft. Das Abteufen wurde bei 286,80 Metern eingestellt. Das Füllort der 6. Hauptstrecke wurde in einer Teufe von 257,95 Metern und das der 8. Hauptstrecke in einer Teufe von 286,44 Metern angeschlagen. Am 30. Mai 1874 wurde der Schacht mit Genehmigung von König Albert von Sachsen Königin-Carola-Schacht getauft. Nach dem Aufbau des eisernen Seilscheibenstuhls und der von der Wilhelmshütte Sprottau gelieferten Zwillingsfördermaschine begann ab August 1874 die Ausmauerung des Schachtes. Die während des Abteufens eingebaute Bolzenschrotzimmerung wurde durch eine 0,37 Meter starke Ziegelausmauerung ersetzt. Am 26. Juni 1874 wurde der 227,60 Meter lange Bremsberg 32 von der 5. Hauptstrecke des Döhlener Kunstschachtes zur 6. Hauptstrecke des Königin-Carola-Schachtes durchschlägig. Über ihn wurden die Klarkohlen des Kunstschächter Reviers über den Schacht I gefördert und der Döhlener Wäsche zugeführt.
1875 wurde die Ausmauerung des Schachtes fertig gestellt und die Füllörter ausgebaut. In einer Teufe von 80 Metern wurde eine Wasserstrecke aufgefahren und eine Wasserhaltungsmaschine eingebaut.
1876 wurde der 480 Meter lange Bremsberg, der die Schachtanlage mit der Döhlener Wäsche verbindet, fertiggestellt. Im Juli 1876 nahm der Schacht die Förderung auf. Im Herbst 1876 erfolgte versuchsweise die Mannschafts-Seilfahrt. Sie wurde allerdings auf die ausfahrende Früh- und Mittagsschicht beschränkt. Die generelle Mannschaftsseilfahrt wurde erst nach 1881 eingeführt. 1876 wurde in einer Entfernung von 75 Metern südwestlich des Schachtes I mit der Teufe des Schachtes II begonnen. Bei einer Teufe von 25 Metern musste das Teufen wegen starken Wasserzuganges eingestellt werden. Mit einer Bohrung in die Wasserstrecke des Schachtes I konnte das Problem gelöst werden und die Schachtteufe erreichte zum Ende des Jahres 115,60 Meter. Gefördert wurde anfangs mit einem Dampfhaspel, später dann mit der beim Albertschacht abgebrochenen alten Fördermaschine.
1877 wurde die Teufe des Schachtes II bei 132 Metern unterbrochen und der Schacht aufgrund des druckhaften Gebirges von der Rasenhängebank bis 124 Meter Teufe ausgemauert. In diesem Zuge wurde 80 Meter unter Tage ein Wettertrum abgeteilt und separat zu Tage geführt. Am Jahresende wurde eine Teufe von 187,80 Metern erreicht. Im Tiefsten des Schachtes I wurde eine Wasserhaltungsmaschine der Sächsischen Maschinenfabrik in Chemnitz eingebaut.
1878 erreichte die Teufe des Schachtes II 261 Meter und die Schachtröhre wurde auf der ganzen Länge ausgemauert.
1879 erreichte der Schacht das Niveau der 8. Hauptstrecke. Das Füllort wurde angeschlagen und ein Querschlag zum Schacht I aufgefahren. Am 15. April 1879 wurde die Ausmauerung vollendet und in einer Feierstunde der Schlussstein gesetzt. Die Kohleflöze wurden nicht angetroffen, da der Schacht in der Carolaschacht-Verwerfung mit einer Sprunghöhe von 00 Metern und einer Abschiebungsbreite von 40 Metern steht.
1880 wurde eine Telefonverbindung zwischen der Döhlener Wäsche, der Hängebank von Schacht I, sowie der Kopfstation des Bremsberges 32, dem Hauptförderpunkt des Reviers, hergestellt. 1881 ging die Fördermaschine des Schachtes II in Betrieb und die Mannschaftsfahrung wurde aufgenommen.
1886 wurde der Schacht I um 48 Meter von der 8. zur 10. Hauptstrecke weiter geteuft und mit der Ausmauerung begonnen. 1887 wurde das Füllort bei 334,35 Metern hergestellt. In der Teufe wurden bis 314 Meter vier weitere Flöze durchteuft, deren Zuordnung aber nicht gesichert ist. 1893 wurde Schacht II ebenfalls bis zur 10. Hauptstrecke niedergebracht.
Im Oktober 1895 wurde für die Bergleute eine Waschkaue („Mannschaftsbrausebad“) eingerichtet. Diese bedeutende soziale Einrichtung war die erste bei einem Steinkohlenbergwerk im Döhlener Becken.
Auch der Königin-Carola-Schacht war von dem Weißeritzhochwasser am 30./31. Juli 1897 betroffen. Aus Sicherheitsgründen fuhr die Belegschaft am 30. Juli um 18 Uhr aus; auch die Grubenpferde wurden über Tage gebracht. Am 31. Juli um 1.30 Uhr wurde die noch in der Auffahrung befindliche 10. Hauptstrecke und der dort befindliche Maschinenraum der Pumpen von dem über den Döhlener Wetterschacht eindringenden Wasser überflutet. Die Pumpen fielen daraufhin aus. 3.00 Uhr brach die Ernst-Strecke ein. Diese führt als 58. Untergebirgsstrecke bis zur 10. Hauptstrecke. Die eindringenden Wassermassen überfluteten die 9. und die 8. Hauptstrecke. Am 31. Juli gegen 8.00 Uhr war das Hochwasser abgeflossen. Der Wasserstand auf der 8. Hauptstrecke betrug am Schacht II jetzt 2,13 Meter über Sohle. Auch die hier befindliche Wasserhaltung war ausgefallen. Am Nachmittag des 31. Juli wurde mit auf den Fördergestellen befindlichen Hunten in beiden Schächten mit der Wasserhebung begonnen. Die Fördergestelle wurden soweit in den Schacht gehangen, dass die Hunte von allein vollliefen. Zwischen dem 1. und 9. August wurden so 10.000 m3 Wasser gefördert. Am 8. August war die Wasserhaltung auf der 8. Hauptstrecke wieder frei und wurde in Betrieb genommen. Am 16. August wurde der Förderbetrieb auf Abbauen oberhalb der 8. Hauptstrecke wieder aufgenommen. Am 25. August war die 8. Hauptstrecke komplett wiederhergestellt. Um das Wasser aus den tieferen Bauen zu heben, wurde am 31. August im Schacht I eine Dampfpumpe eingehängt, die mit sinkendem Wasserspiegel stückweise abgesenkt wurde. Ende Dezember 1897 war auch die 10. Hauptstrecke wieder wasserfrei. Zwischen dem 31. Juli und dem 31. Dezember 1897 wurden 90.000 m3 Wasser gehoben. Da die als Wetterstrecken zum Döhlener Wetterschacht fungierenden 50. und 58. Untergebirgsstrecke durch das Wasser vollständig zerstört waren, mussten sie aufgegeben werden. Damit war der Döhlener Wetterschacht als Wetterschacht nicht mehr nutzbar. Seine Aufgabe übernahm der wieder in Betrieb genommene Mehnerschacht. Ende 1898 waren die Hochwasserschäden im Grubengebäude beseitigt.

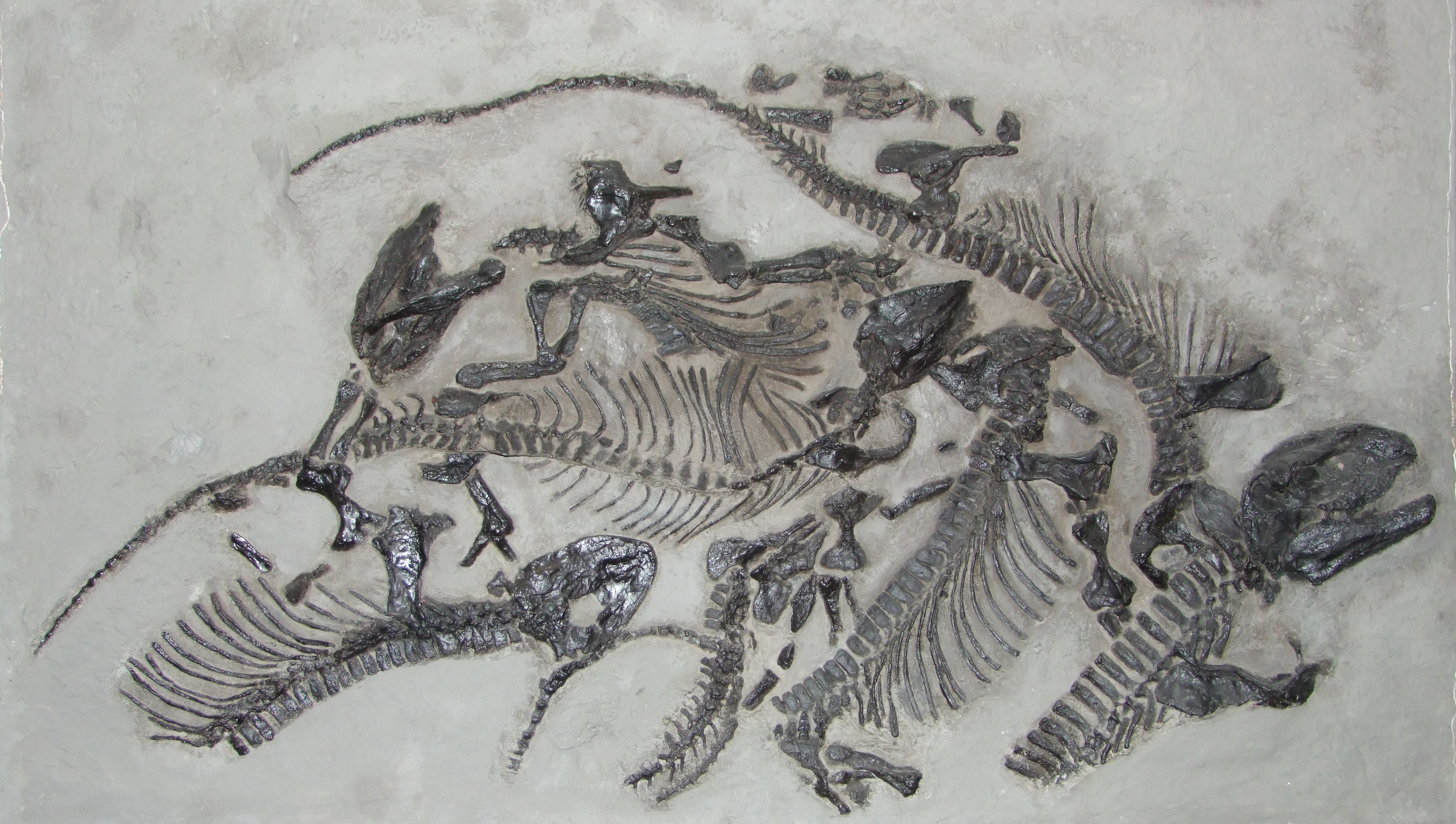
Platte mit Saurierfossilien, gefunden 1901

Bei der Abbauführung im 4 Meter mächtigen 1. Flöz über der 8. Hauptstrecke im Abbauort 156 brach am 19. November 1901 eine ca. 1 m2 große Gesteinsplatte aus der Firste. Der Reviersteiger Hermann Emil Erler entdecke auf der zerbrochenen Platte sechs gut erhaltenen Saurierskelette der Art Pantelosaurus saxonicus. Um auch die andere Hälfte der Fossilien zu bergen, wurde unter der Anleitung des Markscheiders August Robert Hausse eine 1,0 × 1,3 Meter große und 0,4 Meter starke Platte aus der Firste geborgen. Die Fossilien entstammen einer an dieser Stelle 8 cm mächtigen grünen Tonsteinschicht. Aufgrund dessen wurde sie von den Bergleuten als „Grüne Schale“ bezeichnet.
Ab 1903 wurde der Schacht I weiter geteuft. 1905 erreichte die Teufe das Niveau der 13. Hauptstrecke. Am Schacht I wurde das Füllort bei 409,24 Metern angeschlagen, der Schacht ausgemauert und der Sumpf aufgefahren. Damit hatte der Schacht seine Endteufe von 414,80 Metern erreicht. 1906 wurde das Füllort ausgemauert und ein Querschlag zum Schacht II und von dort weiter Richtung Süden getrieben um das 1. Flöz auszurichten.
Im Jahr 1907 wurde von Siemens & Schuckert ein Elektrizitätswerk errichtet. Die Niederdruck-Dampfkessel wurden durch Hochdruck-Dampfkessel ersetzt. Der 160 kW liefernde Generator wurde von einer Dampfmaschine der Görlitzer Maschinenbauanstalt und Eisengießerei AG mit einer Leistung von 225 PS angetrieben. Die Dampfpumpen auf der 80-Meter-Strecke wurden durch eine elektrische Pumpe ersetzt und die 13. Hauptstrecke erhielt ebenfalls eine elektrische Pumpe zur Wasserhaltung. Die Hauptwasserhaltung wurde von der 8. zur 10. Hauptstrecke verlegt und hier eine elektrische Pumpe eingebaut. Das Füllort der 10. Hauptstrecke wurde mit elektrischer Beleuchtung ausgerüstet.
1909 wurde die Leistung der elektrischen Anlage mit einem von Siemens und Schuckert gelieferten Drehstromgenerator auf 280 kW gesteigert.
Im Dezember 1910 erreichte der 1906 begonnene Querschlag auf der 13. Hauptstrecke das 1. Flöz. Vom Querschlag wurde ein Überhauen in das Tiefste des Schachtes II gefahren.

Teil der Belegschaft von Königin-Carola-Schacht 1, um 1910.

1911 wurde die dampfbetriebene Maschine des Holzhängetrums im Schacht I durch eine elektrische Maschine ersetzt. Die Maschine lieferte die Maschinen- und Motorenfabrik Friedrich Schmiedel aus Niederwürschnitz. Die elektrischen Teile der Maschine lieferte Siemens & Schuckert. Zwischen der 10. und 11. Hauptstrecke wurde eine elektrische Kettenförderung eingebaut. Die ersten 10 Abbauörter erhielten eine elektrische Beleuchtung.
1913 wurde am Schacht II der Füllort der 13. Hauptstrecke und die Schachtröhre zwischen der 13. und 10. Hauptstrecke mit Beton ausgebaut. Mit Sumpf hatte der Schacht jetzt eine Teufe von 414,80 Metern. Zur Masseförderung erhielt der Schacht eine 175 Meter lange elektrisch betriebene Kettenbahn zur Halde.
1914 wurde der Umbau der Schachtförderung am Schacht II beendet. Der Schacht hatte einen 20 Meter hohen schmiedeeisernen Seilscheibenstuhl erhalten. Die Dampffördermaschine wurde abgebrochen und eine elektrische Fördermaschine eingebaut. Die Fördermaschine lieferte die Maschinen- und Motorenfabrik Friedrich Schmiedel aus Niederwürschnitz. Die Maschine hatte zwei Seiltrommeln mit einem Durchmesser von 4000 mm und einer Breite von 1560 mm. Gefördert wurden auf einem zweietagigen Fördergestell 4 Hunte. Die elektrischen Teile der Maschine lieferte Siemens & Schuckert. Angetrieben wurde die Maschine von einem Gleichstrom-Nebenschlussmotor mit Leonardschaltung mit einer Leistung von 240 PS. Zum Betrieb der Maschine wurde das Kraftwerk des Schachtes mit einem Turbogenerator mit einer Leistung von 800 kW verstärkt.
Nach der Inbetriebnahme der neuen leistungsfähigen Förderanlage musste der Transport unter Tage modernisiert werden. Dazu wurden 1915 2 Oberleitungsloks von Siemens gekauft und der Hauptquerschlag auf der 13. Hauptstrecke mit Schienen und Oberleitung zweispurig ausgebaut. Die 900 Meter lange Oststrecke wurde eingleisig ausgebaut. Die 1600 Meter lange Weststrecke konnte aufgrund der kriegsbedingten Engpässe noch nicht ausgebaut werden.
1916 wurde auf dem 13. Hauptquerschlag der Mannschaftstransport in eigens dafür konstruierten Wagen eingeführt. Eingesetzt wurden 5 Wagen, die jeweils 8 Personen in 2 Abteilen befördern konnten. Zu diesem Zweck wurde eine 3. Oberleitungslok von Siemens beschafft.
Mit der Ausweitung des Schienennetzes auf der 13. Hauptstrecke wurde 1919 die 4. Lok von Siemens beschafft. Zwischen der 13. und 16. Hauptstrecke wurde ein Kettenberg mit einer Steigung von 12° aufgefahren.
Am 9. August 1920 wurde die elektrische Kettenförderung zwischen der 13. und 16. Hauptstrecke in Betrieb genommen. Um den dadurch angestiegenen Massetransport zu bewältigen, wurde die 5. Lok von Siemens beschafft.
1921 wurde das Kraftwerk des Schachtes um einen von der AEG gelieferten Turbogenerator mit einer Leistung von 1200 kW erweitert.
Mit dem Gesetz vom 30. Januar 1924 wurde das Steinkohlenwerk Zauckerode rückwirkend zum 1. April 1923 dem Staatskonzern Aktiengesellschaft Sächsische Werke (ASW) unter der Bezeichnung Steinkohlenwerk Freital übertragen. Der Oberbergverwalter A. Wolf rationalisierte den Betrieb. Alle unwirtschaftlichen Abbauorte wurden eingestellt. Die Belegschaft wurde zwischen 1924 und 1928 fast halbiert, während das Kohleausbringen annähernd gleich blieb. Vor allem junge Bergleute wurden in die Braunkohlengruben Hirschfelde, Böhlen und Espenhain umgesetzt.

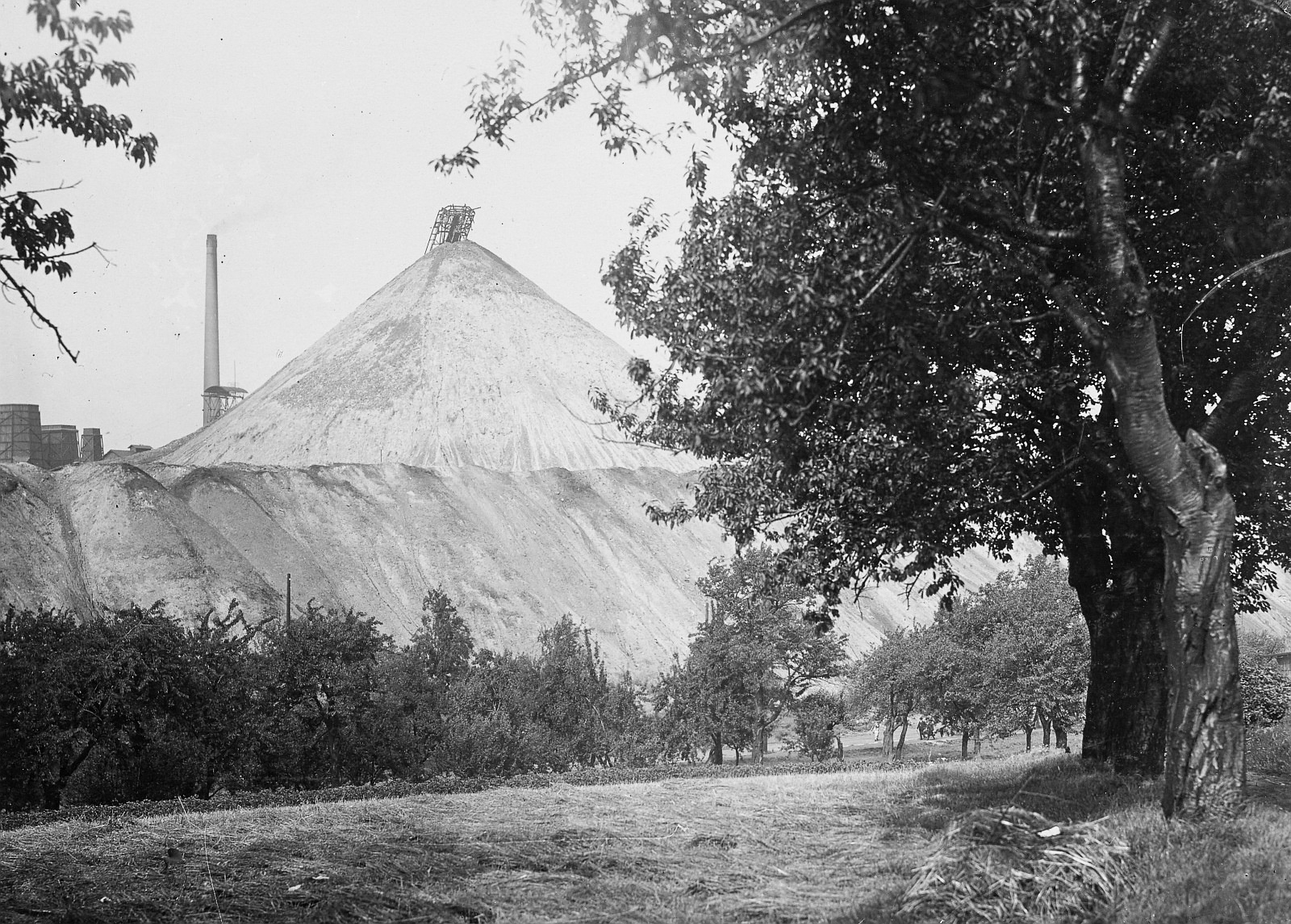
Königin-Carola-Schacht, Haldensturz (um 1925)

Zur Erweiterung der Haldenschüttung wurde 1924 die Kettenbahn abgebaut und dafür eine Seilbahn der Firma Adolf Bleichert & Co. aus Schkeuditz errichtet.
Um die Förderung zwischen der 13. und 16. Hauptstrecke zu verbessern, wurde 1925 ein Blindschacht zwischen beiden Sohlen geteuft. Dieser Schacht war schon 1917 geplant gewesen, die Ausführung musste aber aufgrund des Krieges ausgesetzt werden. Mit der Erweiterung der elektrifizierten Förderstrecke auf der 13. Hauptstrecke wurde eine weitere Lok beschafft. Im Personentransport wurden jetzt 15 Wagen für 120 Personen eingesetzt.
1926 wurde die Pferdeförderung auf der 15. und 16. Hauptstrecke durch die Einführung der Lokförderung ersetzt. Die Streckenlänge betrug auf der 15. Hauptstrecke 500 Meter und auf der 16. Hauptstrecke 450 Meter. Dazu wurde die 7. Lok gekauft.
1928 wurde der Blindschacht in Betrieb genommen. Er war mit einer elektrischen Trommelfördermaschine ausgerüstet. Die Seiltrommeln hatten einen Durchmesser von 2500 mm und eine Breite von 600 mm. Zum Einsatz kam ein einetagiges Fördergestell für 2 Hunte. Zugelassen war auch die Mannschaftsfahrung. Der Mannschaftstransport wurde deshalb vom Schacht II bis zum Blindschacht erweitert. Der Betrieb des Kettenberges zwischen der 15. und 16. Hauptstrecke wurde eingestellt. Für den Einsatz auf der 17. Hauptstrecke wurde die 8. Lok erworben. Der Einsatz begann aber erst 1930.
1931 erfolgte der Durchschlag des Querschlages auf der 15. Hauptstrecke in das Feld des König-Georg-Schachtes.
1933 wurde der Lokbetrieb auf der ½15. Hauptstrecke eingeführt und dafür die 9. Lok von Siemens gekauft. Mit 4100 Metern Streckenlänge erreichte der Lokbetrieb seine größte Ausdehnung.
Nach dem Abbau der vorhandenen Vorräte wurde der Blindschacht 1934 abgeworfen. Die Blindschachtfördermaschine wurde ab 1938 als Fördermaschine am Lichtloch 21 Tiefer Weißeritzstolln eingesetzt. Zwischen der 13. und ½15. Hauptstrecke wurde eine elektrische Kettenförderung eingerichtet. Der Lokbetrieb auf der 14. und 16. Hauptstrecke wurde eingestellt.
1935 wurde zur Erschließung eines Restfeldes auf der 8. Hauptstrecke die Förderung und Seilfahrung im Schacht I wieder aufgenommen.
1937 begann der Abbau des Schachtsicherheitspfeilers. Nach dem Abbau der gewinnbaren Kohlevorräte sollte der Grubenbetrieb eingestellt werden. Aufgrund der im Vierjahresplan 1936 zum Ziel erklärten Autarkie in der Rohstoffversorgung wurde der Grubenbetrieb aber aufrechterhalten. Nach der Konzentration des Betriebes auf den Königin-Carola-Schacht war der König-Georg-Schacht überflüssig geworden und der Betrieb wurde im März 1937 eingestellt. Damit war der Königin-Carola-Schacht mit der 1935 aufgefahrenen Schachtanlage Niederhermsdorf das letzte produzierende Steinkohlenbergwerk im Döhlener Becken.
Im Januar 1938 wurde der Plan zur Wiederaufnahme des Abbaues unterhalb der 15. Hauptstrecke gefasst. Die gewinnbaren Vorräte im Grubenrevier langten nur noch für 1,5 Jahre. Der Abbau unterhalb der 15. Hauptstrecke war 1934 aus Kostengründen eingestellt worden. Die tiefen Sohlen sollten durch einen Kettenberg erschlossen werden. Ansatzpunkt dafür war die 13. Hauptstrecke. Für die Aufschlussarbeiten wurden 3 Jahre veranschlagt.
Durch den Abbau des Schachtsicherheitspfeilers kam es 1938 zu Schäden an der Schachtröhre des Schachtes II bei einer Teufe von 64 und 94 Metern. Die Förderung wurde im April 1938 eingestellt und die Schachtröhre aufgrund der schweren Schäden ab der 6. Hauptstrecke verfüllt. Im selben Jahr wurde der Schacht aufgewältigt und mit Bolzenschrotzimmerung ausgebaut. Die Arbeiten wurden mit dem Erreichen der 5. Hauptstrecke Ende des Jahres eingestellt. Eine vollständige Instandsetzung des Schachtes wurde aufgegeben. Zur Herstellung der Wetterwegsamkeit wurde zwischen der 5. und 6. Hauptstrecke ein 92 Meter langes Wetterüberhauen aufgefahren.
Da die alte Fördermaschine des Schachtes I den Anforderungen nicht gewachsen war, wurden die Seile der Fördermaschine des Schachtes II über Rollengerüste auf die Seilscheiben des Schachtes I gelegt. Damit förderte der Schacht I mit der Fördermaschine des Schachtes II. Die 1938 begonnene und auf Grund des Schachtbruches eingestellte Auffahrung von 2 Fallstrecken (Kettenberg und Fahrstrecke) mit einer Länge von 1000 Metern von der 13. zur 17. Hauptstrecke wurde ab dem 5. Mai 1939 fortgesetzt. Nach dem Abbau der letzten erschlossen Vorräte war die Kohleförderung des Schachtes von 6150 t im August 1939 auf 921 t im Juli 1940 gesunken. Im August 1940 wurde die erste Kohle beim Vortrieb der Fallorte gefördert.
Im Mai 1941 erreichte die Fallorte nach 978 Metern die 17. Hauptstrecke und die Auffahrungen im Flöz wurden begonnen. Der Kettenberg wurde weiter in Richtung 18. Hauptstrecke aufgefahren.
Am 14. September 1942 wurde die Auffahrung des Kettenberges im Niveau der 18. Hauptstrecke bei einer Länge von 1323,60 Metern wegen Vertaubung des Flözes eingestellt.
Im Juli 1943 wurde mit der Fallstrecke 146 mit −323,50 mNN, 9,50 Meter unter der 18. Hauptstrecke, das Muldentiefste erreicht.
Trotz sich stetig verringernder Vorräte und daraus folgender Unrentabilität blieb das Bergwerk auch in den Jahren des Zweiten Weltkriegs weiter in Betrieb. Die Zahl der Beschäftigten sank von 959 im Jahr 1935 auf 640 im Jahr 1944. Im gleichen Zeitraum verringerte sich die Förderung von 201.181 t auf 116.000 t im Jahr. Es wurden Rest- und Randflächen vorgerichtet, die bisher als unbauwürdig oder unrentabel eingestuft wurden.
Nach dem Ende des Zweiten Weltkrieges wurde der Grubenbetrieb nahtlos fortgeführt. Eine Demontage der Anlagen erfolgte nicht. Größtes Hindernis war der Mangel an Arbeitskräften. Diese wurden durch hohe Lebensmittelrationen, Sonderzuteilungen und Deputate für Alkohol, Zigaretten und Kohlen angelockt. Im August 1945 erreichte die Produktion mit 668 Beschäftigten 3700 t Kohle. Noch vor der Liquidation der Aktiengesellschaft Sächsische Werke am 11. März 1947 wurde das Werk ab 1. Juni 1946 als Steinkohlenwerk Freital der Industrieverwaltung I Steinkohle unterstellt.
Im September 1945 wurde der Beschluss gefasst, die Grenzen der Bauwürdigkeit Richtung Ost und Richtung West auf den tiefen Sohlen zu untersuchen. Auf der 17. Hauptstrecke wurde im Streichen des Flözes eine doppelte Untersuchungsstrecke Richtung Südosten aufgefahren. Sie wurde bei einer Auffahrungslänge von ca. 1000 Metern eingestellt. Im Bereich des Bahnhofes Freital-Hainsberg hatte man dabei die Weißeritz Richtung Südosten unterfahren und die Strecke 200 Meter vorgetrieben. In Richtung Südwesten fuhr man aus dem Muldentiefsten den Steigort 150 auf. Während der Vorratszuwachs Richtung Westen minimal war, konnten man im Ostfeld weiter Vorräte ausrichten.

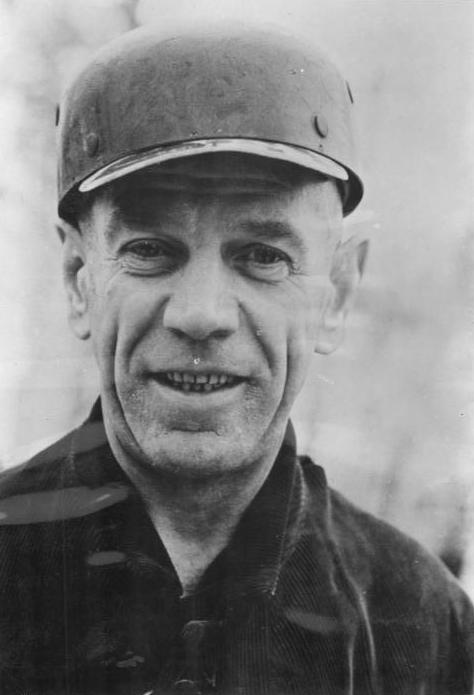
Paul Berndt (1951)

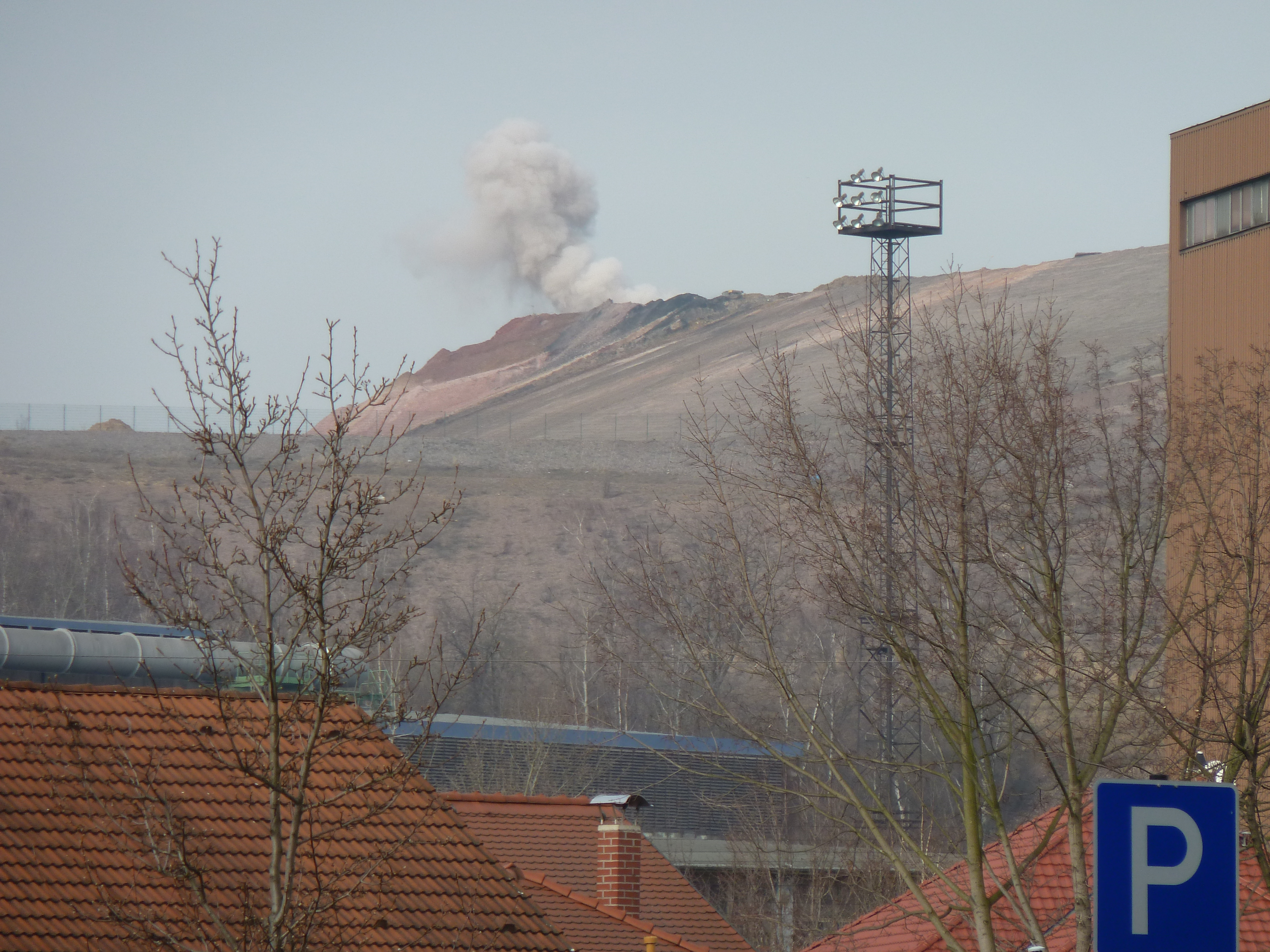
Brennende Halde während der Sanierung (2014)

Am 24. Oktober 1948 fuhr der Kohlenhauer Paul Berndt nach dem Vorbild Adolf Henneckes im Oppelschacht eine „Hochleistungsschicht“, in der er die Norm mit 548 Prozent übererfüllte. Paul Berndt zu Ehren führte das Bergwerk fortan den Namen „Paul-Berndt-Grube“.
1951 begann der Abbau in einem westlich des König-Georg-Schachtes zwischen der 13. und 14. Hauptstrecke gelegenen Feldes. Der Abbau war hier 1937 aufgrund der Unbauwürdigkeit der Kohle eingestellt worden. Im Jahr 1953 wurde auch das Feld des Kaiserschachtes mit der 13. Hauptstrecke angefahren und bis 50 Meter vor die alten Abbaue vorgerichtet. Als Transportmittel wurde ab 1955 eine Akkulok eingesetzt. Das 1. Flöz wurde in allen Feldesteilen bis zur Bauwürdigkeitsgrenze von 0,60 Meter Mächtigkeit abgebaut.
1953 wurde Abbau auf den Tiefen Sohlen unterhalb der 13. Hauptstrecke eingestellt.
Nach der völligen Erschöpfung abbaubarer Vorräte wurde der Abbau im Oktober 1958 im Kaiserschachtfeld und zum Ende 1958 im Feld des König-Georg-Schachtes eingestellt. Ab November 1958 wurde mit dem Abbau von zwei Restpfeilern am alten Kettenberg von 1916 zwischen der 12. und 13. Hauptstrecke begonnen.
Am 22. Juni 1959 wurde der letzte Hunt Kohle gefördert, womit der Steinkohlebergbau links der Weißeritz zu Ende ging. Der Hunt gehört heute als Museumsexponat zum Haus der Heimat Freital. Nach dem Ausbau der Technik wurden der Schacht 1 bis Ende 1959 verfüllt. Der Schacht 2 konnte ab −60,4 m NN bis zum Schachttiefsten auf einer Länge von 140 Metern nicht verfüllt werden, da die Schachtröhre nach dem Schachtbruch von 1938 nicht mehr zugängig ist.
Ein großer Teil der Tagesanlagen ist bis heute in umgebauter Form erhalten geblieben. Das Treibehaus von Schacht 1 wurde 1997 abgerissen. Dabei konnte die Wetterfahne vom Turmaufsatz geborgen werden und erinnert heute im Otto-Lilienthal-Museum an die Versuche von Otto und Gustav Lilienthal zur Erprobung und Erfindung von Schrämmaschinen, die von 1876 bis 1878 über diesen Schacht einfuhren.
Die aufgelassene Halde des Schachtes geriet um 1960 durch Selbstentzündung in Brand. Das Feuer im Inneren der Halde führte zu Bildung von Brandmineralien, von denen vor allem die bis ein Zentimeter großen Salmiak-Kristalle bekannt geworden sind. Im Jahr 2014 wurde die Halde für über zwei Millionen Euro abgeflacht und mit einem Regenwasserrückhaltebecken versehen. Spektakulär war ein am 27. Februar 2014 durch neuerliche Selbstentzündung ausgelöster Brand, der nur mühsam gelöscht werden konnte.

### Wetterschacht
Den Wetterschachtes  teufte das Königliche Steinkohlenwerk 1877 bei 213,86 m NN ab. Er befand sich etwa 20 Meter nordwestlich vom Förderschacht. Der Wetterschacht ist in einer Teufe von 80 Metern mit dem Schacht II verbunden. Bis zur 6. Hauptstrecke bei einer Teufe von 169 Metern wurde er als separates Wettertrum des Schachtes II weiter geführt.
Als Grubenlüfter wurde ein Guibal Ventilator mit sieben Metern Durchmesser und 1,80 Metern Breite eingebaut. Er hatte eine Leistung von 800 m3/min.
Im September 1905 wurde der alte Ventilator durch einen Pelzer-Ventilator mit einem Durchmesser von 2,55 Metern und einer Leistung von 1500 m3/min ersetzt. Der alte Ventilator blieb als Reserve stehen. 1920 wurde der Ventilator von Dampfantrieb auf elektrischen Antrieb umgebaut. Als Antrieb wurde ein Drehstrommotor mit einer Leistung von 85 kW eingebaut.
1923 wurde der Guibal Ventilator abgebrochen und ein Ventilator von Siemens & Schuckert mit einer Leistung von 1800 m3/min eingebaut. Angetrieben wurde der Lüfter durch einen Drehstrommotor mit einer Leistung von 169 kW. Der Pelzer-Ventilator blieb als Ersatz erhalten.
1926 wurde der als Ersatz vorhandene Pelzer-Ventilator durch einen neuen Pelzer-Ventilator mit einer Leistung von 1250 m3/min ersetzt.
Nach der Verfüllung des Schachtes II und des Wettertrums im Schacht zwischen 192,60 und 274,26 Metern im Jahr 1939, wurden die Wetter über ein 92 Meter langes Überhauen von der 6. zur 5. Hauptstrecke dem Schacht zugeführt. In der Teufe von 192,60 Metern wurde dazu die Schachtwand durchbrochen, und das Überhauen mit dem Schacht verbunden.
1953 wurde zur Vergrößerung der Wettermenge der Pelzer-Ventilator dauerhaft in Betrieb genommen.
Nach der Einstellung des Bergbaus wurde der Wetterschacht im August/September 1959 verfüllt.

### Döhlener Wäsche
Zur Schachtanlage gehörte die mechanische Aufbereitung „Döhlener Wäsche“, die 1875 in Betrieb ging. Ein 480 Meter langer Bremsberg verband die Schächte über Tage mit der Aufbereitungsanlage. Sie besaß ein kurzes Anschlussgleis an der Bahnstrecke Dresden–Werdau.
Die Döhlener Wäsche wurde 1959/60 wegen Totalverschleißes endgültig außer Betrieb genommen. Nach dem Abriss der Anlagen entstand am Ort der Döhlener Wäsche in den 1960er-Jahren das Vakuumstahlwerk des Edelstahlwerkes Freital. Die Aufbereitung der in Gittersee geförderten Kohlen übernahm die Wäsche des Rudolf-Breitscheid-Schachtes in Hohndorf.